# Phaonia subcandicans
Phaonia subcandicans är en tvåvingeart som beskrevs av Zinovjev 1983. Phaonia subcandicans ingår i släktet Phaonia och familjen husflugor. Inga underarter finns listade i Catalogue of Life.